# Order Bohdana Chmielnickiego (Ukraina)
Order Bohdana Chmielnickiego (ukr. Орден Богдана Хмельницького, Orden Bohdana Chmelnyćkoho) – państwowe wojskowe odznaczenie ukraińskie, ustanowione w 1995, z okazji pięćdziesięciolecia zakończenia II wojny światowej. Nazwany imieniem Bohdana Chmielnickiego, hetmana Kozaków zaporoskich.
Nadawany jest w trzech klasach za zasługi wojskowe w obronie suwerenności państwa, jego integralności terytorialnej oraz we wzmocnieniu obrony oraz bezpieczeństwa Ukrainy.
| Insygnia orderu | Insygnia orderu | Insygnia orderu | Insygnia orderu |
|                 | I Klasa         | II Klasa        | III Klasa       |
| --------------- | --------------- | --------------- | --------------- |
| odznaka         |                 |                 |                 |
| baretka         |                 |                 |                 |